# Petru Poantă
Petru Poantă (n. 7 aprilie 1947, satul Cerișor, județul Hunedoara - d.  7 septembrie 2013, Cluj-Napoca) a fost un critic literar și eseist român.

## Biografie
Urmează clasele primare în satul natal, iar cele liceale la Hunedoara, pe care le absolvă în 1965. Este licențiat al Facultății de Filologie a Universității „Babeș-Bolyai” din Cluj-Napoca (1970). A făcut parte din gruparea „Echinox”, fiind membru fondator al revistei. După terminarea facultății, devine redactor la revista „Steaua”, unde va lucra până în 1991. Ulterior, va fi consilier-șef al Inspectoratului pentru Cultură al județului Cluj, apoi director la Centrul Creației Populare, precum și director al Direcției pentru Cultură, Culte și Patrimoniul Cultural Național Cluj. Debutează în revista „Tribuna” (1966) cu o traducere din Georg Trakl, iar cu cronică literară în „Echinox” (1968). Debutează în 1974 cu volumul Modalități lirice contemporane, bine primit de critica literară.

## Volume publicate

### Critică și istorie literară
- Modalități lirice contemporane, Cluj-Napoca, Ed. Dacia, 1973.
- Poezia lui George Coșbuc, Cluj-Napoca, Ed. Dacia, 1976.
- Radiografii, vol. I, II, Cluj-Napoca, Ed. Dacia, 1978, 1983.
- Scriitori contemporani. Radiografii, București, Ed. Didactică și Pedagogică, 1994.
- George Coșbuc, poetul, București, Ed. Demiurg, 1994.
- Cercul literar de la Sibiu. Introducere în fenomenul originar, Cluj-Napoca, Clusium, 1997; București, Ed. Ideea Europeană, 2006.
- Caietul cu poeți – o antologie, Cluj-Napoca, Ed. Mesagerul, 1996.
- Caietul cu poeți. Poeți clujeni contemporani, Cluj-Napoca, Casa de Editură Română, 1997.
- Caietul cu poeți. Dicționarul de poeți, Cluj-Napoca, Forum, 1998.
- Dicționar de poeți. Clujul contemporan, Cluj-Napoca, Clusium, 1999.
- Efectul Echinox sau despre echilibru, Cluj-Napoca, Biblioteca Apostrof, 2003; ediție aniversară 2018, Editura Școala Ardeleană
- Opera lui George Coșbuc, Cluj-Napoca, Casa Cărții de Știință, 2004; ediția a doua, 2016
- Radiografii. Scriitori contemporani, Editura Școala Ardeleană, 2020.

### Publicistică
- Clujul meu. Oameni și locuri, Cluj-Napoca, Casa Cărții de Știință, 2006.
- Clujul meu. Anii șaptezeci, Cluj-Napoca, Casa Cărții de Știință, 2007.
- Clujul meu. Radiografii, Cluj-Napoca, Casa Cărții de Știință, 2011.
- Clujul interbelic. Anatomia unui miracol, Cluj-Napoca, Ed. Eikon, 2013
- Clujul meu. Ediție integrală, Editura Școala Ardeleană, 2016..

### Volume colective
- Scriitori români, București, Ed. Științifică și Enciclopedică, 1978.
- Dicționarul scriitorilor români, coordonatori Mircea Zaciu, Marian Papahagi, Aurel Sasu, vol. I-IV, București, Ed. Fundației Culturale Române, Ed. Albatros, 1995-2002.
- Dicționarul general al literaturii române, coordonator general Eugen Simion, București, Univers Enciclopedic, vol. III-V, 2005-2006.

### Ediții. Prefețe
- A îngrijit și prefațat ediții din G. Coșbuc, I. Negoițescu, Radu Stanca, Aurel Gurghianu, Ioachim Botez, Mircea Vulcănescu, Valeriu Anania ș.a.
- A semnat prefața la antologia Miniaturas de tiempos venideros. Poesia rumana contemporanea, ediție de Cătălina Iliescu Gheorghiu, Madrid, Vaso Roto Ediciones, 2013.